# Генрик Татур
Генрих-Франц Хризостомович Татур (біл. Генрых-Франц Хрыстафоравіч Татур; 1846, Мінськ — 1900) — білоруський історик, археолог, краєзнавець, колекціонер.

## Біографія
Народився в давній шляхетській родині Татурів гербу Домброва. Його батько був слонімським повітовим маршалком та обіймав посаду колезького регістратора Ігуменського земського суду.
Обіймав посаду чиновника Мінського статистичного комітету та повітовий маршалка. 
З 1874 р. проводив археологічні розкопки у Мінській губернії, склав її археологічну мапу з описами пам'яток, зокрема на Койданівщині. Автор книг «Археологічне значення Мінської губернії» (1878), «Опис археологічних пам'яток в Мінській губернії та їх археологічне значення» (1892). В результаті подорожей по Мінщині він підготував великий альбом археологічних пам’яток (1893). Створив багатий приватний музей історії матеріальної культури Білорусі та унікальну бібліотеку в Мінську. 
Після смерті вченого його колекції продавали за кордон. У рукописах збереглося кілька творів.

## Колекція
Частину власної колекції Генрик Татур був змушений продати ще за життя, зокрема архівні матеріали на підтвердження продажу зброї до колекції Емерика Гуттен-Чапського були виявлені у Вільнюсі. Водночас згідно досліджень білоруського літературознавця Адама Мальдзіс деяка частина музейних пам'яток була викуплена і включена до складу колекції Національного музею у Львові.